# Кожухув (гміна)
Гміна Кожухув (пол. Gmina Kożuchów) — місько-сільська гміна у північно-західній Польщі. Належить до Новосольського повіту Любуського воєводства.
Станом на 31 грудня 2011 у гміні проживало 16435 осіб.

## Територія
Згідно з даними за 2007 рік площа гміни становила 178.82 км², у тому числі:
- орні землі: 63.00%
- ліси: 26.00%

Таким чином, площа гміни становить 23.21% площі повіту.

## Населення
Станом на 31 грудня 2011:
| Опис     | Загалом | Загалом | Чоловіки | Чоловіки | Жінки | Жінки |
| -------- | ------- | ------- | -------- | -------- | ----- | ----- |
| одиниця  | осіб    | %       | осіб     | %        | осіб  | %     |
| все      | 16435   | 100     | 7988     | 48.60    | 8447  | 51.40 |
| міське   | 9784    | 100     | 4675     | 47.78    | 5109  | 52.22 |
| сільське | 6651    | 100     | 3313     | 49.81    | 3338  | 50.19 |

## Сусідні гміни
Гміна Кожухув межує з такими гмінами: Бжезьниця, Зельона Ґура, Нова Суль, Нове Мястечко, Новоґруд-Бобжанський, Отинь, Шпротава.